# Campionato oceaniano femminile under 20 di calcio 2015
Il Campionato oceaniano femminile under 20 di calcio 2015, 7ª edizione della competizione organizzata dalla OFC e riservata a giocatrici Under-20, si è giocato a Tonga tra l'1 e il 10 ottobre 2015.
La Nuova Zelanda ha vinto il titolo per la quinta volta consecutiva e si è qualificata, per il Campionato mondiale femminile under 20 di calcio 2016, torneo organizzato in Papua Nuova Guinea, la cui nazionale non partecipa alla fase di qualificazione.

## Squadre partecipanti
L'elenco ufficiale dei partecipanti e degli incontri è stato annunciato dall'OFC il 2 settembre 2015. Il torneo si è svolto con le regole del girone all'italiana, con due partite ogni due giorni, e una nazionale a riposo ad ogni turno. 
- Tonga (paese organizzatore)
- Samoa
- Nuova Zelanda
- Vanuatu
- Nuova Caledonia

## Partite
| Arbitro: | George Time |

|  |           | |
|  | Marcatori | 19’, 48’, 69’ Rolston 30’, 45+1’, 64’ Pereira 32’, 34’, 44’ Coombes 41’, 75’, 90+1’ Cleverley 62’ Robertson 78’, 82’ Jale |

| Arbitro: | Salesh Chand |

|                                             |           |  |
| Melteviel 53’ Batick 72’ Anis 77’ Senis 89’ | Marcatori |  |

| Arbitro: | Finau Vulivuli |

| |           |  |
| Rolston 2’, 3’, 5’, 11’, 14’ 20’ (rig.), 22’, 27’, 28’, 32’, 45+6’ Satchell 8’, 25’, 49’ Pereira 15’, 37’, 50’, 77’, 82’, 90+3’ Jale 34’, 38’, 64’ Parris 56’ Robertson 72’ Richards 79’ | Marcatori |  |

| Arbitro: | Amos Anio |

|                        |           |                                      |
| Tongia 39’, 56’, 90+2’ | Marcatori | 60’ Ah Ki 75’ Faasavalu 87’ Daniells |

| Arbitro: | George Time |

|                        |           |                                                      |
| Tchacko 12’ Oniary 82’ | Marcatori | 5’ Moaata 8’, 23’, 51’ Fiso 40’ Daniells 76’ Nielsen |

| Arbitro: | Finau Vulivuli |

| |           |  |
| Pereira 5’, 15’, 18’, 22’, 63’, 77’ Rolston 8’, 10’, 40’, 43’ 57’, 65’, 81’, 82’, 84’ Robertson 13’, 45’ Cleverley 26’ | Marcatori |  |

| Arbitro: | Salesh Chand |

|                               |           |                               |
| Daniells 48’, 90+6’ Ah Ki 54’ | Marcatori | 6’, 66’ Melteviel 22’ Charley |

| Arbitro: | Amos Anio |

|                                    |           |                  |
| Nyipie 24’ Tchacko 64’ I. Hace 83’ | Marcatori | 67’, 89’ Laakulu |

| Arbitro: | Finau Vulivuli |

|                           |           |                       |
| Charley 23’ Melteviel 89’ | Marcatori | 79’ Laakulu 86’ Akolo |

| Arbitro: | George Time |

|  |           |                                                                                                |
|  | Marcatori | 18’ Cleverley 40’, 45+1’ Rolston 46’ Pereira 53’ Coombes 55’, 58’, 58’, 74’ Main 80’ Robertson |

| Pos. | Squadra         | Pt | G | V | N | P | GF | GS | DR  |
| ---- | --------------- | -- | - | - | - | - | -- | -- | --- |
| 1.   | Nuova Zelanda   | 12 | 4 | 4 | 0 | 0 | 69 | 0  | +69 |
| 2.   | Samoa           | 5  | 4 | 1 | 2 | 1 | 12 | 18 | -6  |
| 3.   | Vanuatu         | 5  | 4 | 1 | 2 | 1 | 9  | 23 | -14 |
| 4.   | Nuova Caledonia | 3  | 4 | 1 | 0 | 3 | 5  | 38 | -33 |
| 5.   | Tonga           | 2  | 4 | 0 | 2 | 2 | 7  | 23 | -16 |

## Classifica marcatori
| Gol |  |  | Giocatore          | Squadra         |
| --- |  |  | ------------------ | --------------- |
| 25  |  |  | Emma Rolston       | Nuova Zelanda   |
| 16  |  |  | Jasmine Pereira    | Nuova Zelanda   |
| 5   |  |  | Daisy Cleverley    | Nuova Zelanda   |
| 5   |  |  | Grace Jale         | Nuova Zelanda   |
| 5   |  |  | Michaela Robertson | Nuova Zelanda   |
| 4   |  |  | Emma Main          | Nuova Zelanda   |
| 4   |  |  | Isabella Coombes   | Nuova Zelanda   |
| 4   |  |  | Monica Melteviel   | Vanuatu         |
| 4   |  |  | Matalena Daniells  | Samoa           |
| 3   |  |  | Shalom Fiso        | Samoa           |
| 3   |  |  | Paige Satchell     | Nuova Zelanda   |
| 3   |  |  | Ofaloto Laakulu    | Tonga           |
| 3   |  |  | Malia Tongia       | Tonga           |
| 2   |  |  | Priscilla Charley  | Vanuatu         |
| 2   |  |  | Marie-Luce Tchacko | Nuova Caledonia |
| 2   |  |  | Madeleen Ah Ki     | Samoa           |

## Premi
Al termine del torneo sono stati assegnati questi premi:
| Jasmine Pereira      |
| Miglior marcatore    |
| Emma Rolston         |
| 25 goal              |
| Migliore portiere    |
| Katarina Ah Sui      |
| Premio Fair Play OFC |
| Tonga                |